# Hof van Twente
Hof van Twente é um município dos Países Baixos, situado na província de Overissel. Tem 215,41 km² de área e sua população em 2020 foi estimada em 35.129 habitantes.